# 江防艦隊

満洲国軍の軍艦旗

江防艦隊（こうぼうかんたい）とは、満洲国の河川を警備する満洲国軍の艦隊。後に改編された「江上軍」についても解説する。

## 概要
満洲国建国以前の奉天軍閥の海軍兵力は東北艦隊と称し、沈鴻烈上将のもと合計21隻の艦艇を保有していた。
ところが満洲事変勃発後、沈上将とともに東北艦隊主力は南京国民政府の下に逃走。渤海や黄海の領海警備を担う組織は事実上皆無となった。
満洲事変勃発後の1932年2月15日、江防艦隊は満洲に取り残された東北艦隊の将兵と河川警備用の残存艦艇を取り込み発足した。司令官は東北艦隊のナンバー2であった尹祚乾中将が就任した。
満洲国建国後の4月15日、陸海軍条例の公布（軍令第1号）により満洲国軍の「海軍」として正式に編入された。軍事顧問は日本海軍（駐満海軍部）から派遣され、江防艦隊の指導にあたった。
夏季は艦艇による警備活動を行い、河川が凍結する冬季は陸上で訓練を行ったり、陸戦隊として活動していた。
1938年（康徳5年）11月、軍事顧問は日本陸軍（関東軍）から派遣されることになったため、陸軍に編入替えとなり「江上軍」と名を改めた。
江防艦隊及び江上軍は、長らく海上兵力を持たなかったが、太平洋戦争末期になり、海上警察隊とは別個に、一般の商船を改造した武装船舶で領海警備を行うことになった。これを「海上警備隊」と呼んだ。

## 沿革
- 1932年2月　江防艦隊発足。

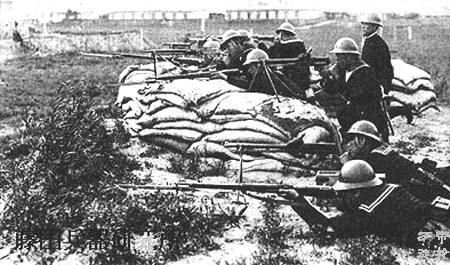
江防艦隊の水兵

- 同年3月　満洲国成立。満洲国軍の海軍となる。
- 同年4月　松花江流域を制圧。
- 1933年7-9月　黒竜江・ウスリー川などの国境地帯に進出。
- 1934年3月　江防艦隊発足後に採用された第一次新兵が各部隊に配属される。
- 同年6月　砲艦「順天」「養民」を配備。
- 同年11月　第1回観兵式を挙行。
- 1935年7月　砲艦「定辺」「親仁」を配備。
- 1937年6月　乾岔子島事件が発生。
- 1939年5月　東安鎮事件が発生。ソビエト連邦軍に砲艇の「恩民」が撃破、「済民」は鹵獲される。
- 同年11月　陸軍の「江上軍」に改組。
- 1944年6月　「海上警備隊」を編成。

## 主力艦

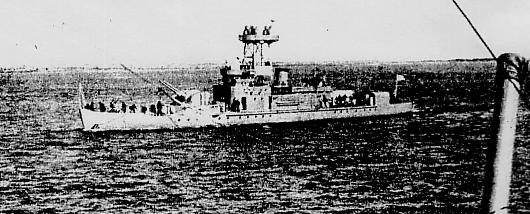
江防艦隊の砲艦

順天級砲艦
- 「順天」「養民」

排水量：270トン
全長　：55m
固定武装：
12cm連射高角砲：1基
15cm曲射砲　　：1門
13mm連装機銃　：3基
定邊級砲艦
- 「定辺」「親仁」

排水量：290トン
全長：54.6メートル
全幅：8.8メートル
速力：12.5ノット
固定武装：
12cm連射高角砲：1基
12cm高射砲　　：1基
13mm連装機銃　：3基

## 軍服

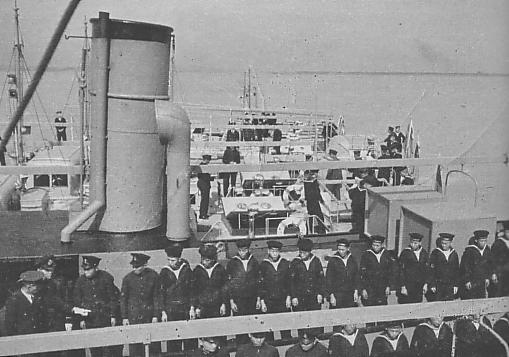
江防艦隊時代（軍服が海軍風である）
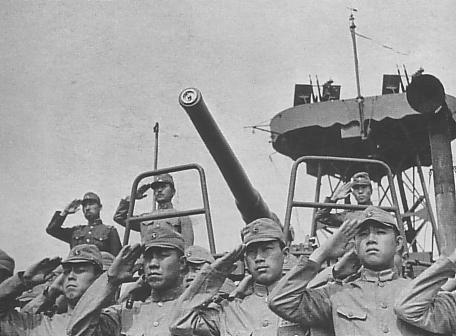
江上軍時代（軍服が陸軍風に変わっている）